# 科里登 (爱荷华州)
科里登（Corydon）是美国艾奥瓦州韦恩县的城市，是韦恩县的县城。2010年人口普查中的人口为1,585人，比2000年人口普查的1,591人少。
科里登在1851年被制定和规划，当年晚些时候被指定为县城。 该城镇由县法官塞特·安德森以他的老家乡印第安纳州科里登命名。
科里登是奥运金牌得主George Saling的故乡。 Saling在洛杉矶的1932年夏季奥林匹克运动会中赢得了110米障碍，时间为14.6秒。